# Абак (архітектура)

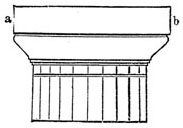
Абак

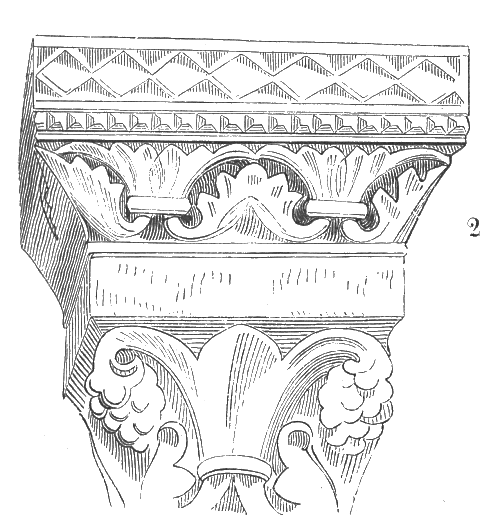
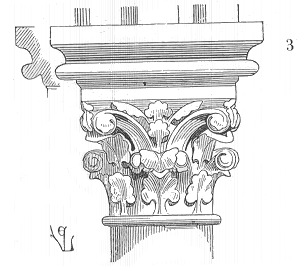
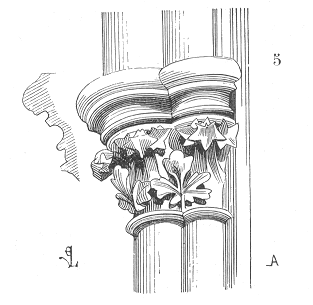
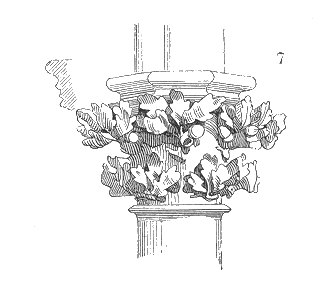

Абак, аба́ка (грец. αβαξ, лат. abacus) — верхня плита капітелі колони класичних ордерів, підкладка під архітрав. В плані має квадратну або прямокутну форму. Краї звичайно профільовані, але в грецькому доричному ордері залишаються рівними. В коринфському ордері сторони абака мають увігнуту дугоподібну форму та зрізані кути.

## Походження
У класичній архітектурі форма абаків та його крайовий профіль змінюються в різних класичних ордерах. У грецькому доричному ордері рахівниця — це проста квадратна плита без ліпнини, що спирається на ехінус. У доричних ордерах римського та ренесансного періодів абаки вінчає ліпнина (відома як «лиття корони»). У тосканській і римській доричній капітелі він може спиратися на болтель.